# Pawlowscher Hund

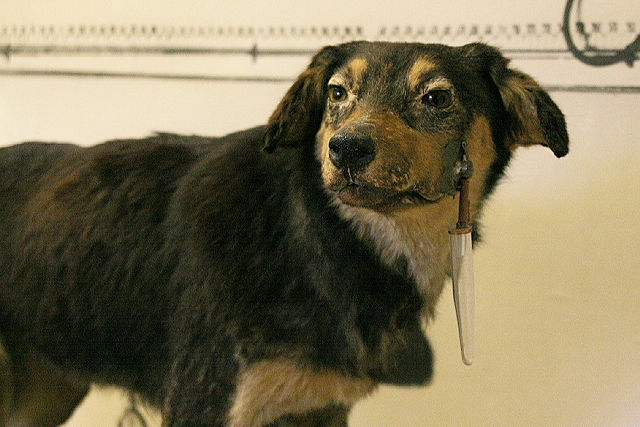
Einer von Pawlows Hunden. Der Speichelauffangbehälter wurde chirurgisch eingepflanzt.

Die Bezeichnung Pawlowscher Hund (auch Pawlow’scher Hund) bezieht sich auf das erste empirische Experiment des russischen Forschers und Nobelpreisträgers für Medizin Iwan Petrowitsch Pawlow zum Nachweis der klassischen Konditionierung. 
Pawlow hatte im Verlauf seiner mit dem Nobelpreis ausgezeichneten Experimente zum Zusammenhang von Speichelfluss und Verdauung beobachtet, dass bei Zwingerhunden schon die Schritte des Besitzers Speichelfluss auslösten, obwohl noch gar kein Futter in Sicht war. Er vermutete, dass das Geräusch der Schritte, dem regelmäßig die Fütterung folgte, für die Hunde mit Fressen verbunden war. Der vorher neutrale akustische Stimulus (Schrittgeräusch) werde im Organismus des Hundes mit dem Stimulus „Futter“ in Verbindung gebracht. Um diese Hypothese zu prüfen, gestaltete er 1905 ein aussagekräftiges Experiment: Auf die Darbietung von Futter, einem unbedingten Reiz, folgt Speichelfluss (unbedingte Reaktion), auf das Ertönen eines Glockentons (neutraler Reiz) nichts. Wenn aber der Glockenton wiederholt in engem zeitlichem Zusammenhang mit dem Anbieten von Futter erklingt, reagieren die Hunde schließlich auf den Ton allein mit Speichelfluss. Dieses Phänomen bezeichnete Pawlow als Konditionierung.

Schema der klassischen Konditionierung am Beispiel des Pawlowschen Hundes

Eine weitere Entdeckung an einem Hund machte Pawlow im Jahr 1927: Er bemerkte, dass ein Hund, der sich nach einer Injektion von Morphium regelmäßig übergeben musste, auch dann erbrach, wenn er lediglich eine Kochsalzlösung gespritzt bekam, die normalerweise keine körperlichen Reaktionen auslöst. Dieses Experiment gilt als die Geburtsstunde der Placebo-/Nocebo-Forschung.